# Nord-Troms
Nord-Troms är ett distrikt i den nordöstliga delen av Troms fylke, mellan Malangen i söder och gränsen till Finnmark fylke i öst, med Tromsø som regioncentrumort.
Distriktet omfattar de nio kommunerna Balsfjord, Tromsø, Karlsøy, Lyngen, Storfjord, Kåfjord, Skjervøy, Nordreisa och Kvænangen. Nord-Troms har en sammanlagd areal på 14 476,28 kvadratkilometer. och 96 695 invånare (1 januari 2015). 
Nord-Troms var tidigare en del av det historiska Finnmark, och var huvudsakligen befolkat av samer och kvener. De övriga delarna av det nutida Troms fylke ingick i Hålogaland. Efter att bosättningen av etniska norrmän utsträcktes norrut, blev Nord-Troms inlemmat i Nordlandenes amt som en del av Senjen og Tromsø fogderi. Detta fogderi överfördes till Vardøhus amt 1789, avskilt som Tromsø amt 1866 och omdöpt till Troms fylke 1919.

## Kommuner
| Vapen                   | Namn      | Huvudort     | Tätorter – invånare 1 januari 2013                                                                                                | Antal invånare 1 januari 2017 | Yta km²  | Språk  | Bild |
| ----------------------- | --------- | ------------ | --- | ----------------------------- | -------- | ------ | ---- |
| Tromsøs kommunevåpen    | Tromsø    | Tromsø       | Tromsø – 32 774 Tromsdalen – 16 071 Kvaløysletta – 7 976 Hamna – 3 938 Ersfjordbotn – 460 Kjosen – 358 Movik – 339 Sommarøy – 318 | 74 541                        | 2 520,60 | Båda   |      |
| Balsfjords kommunevåpen | Balsfjord | Storsteinnes | Storsteinnes – 998 Nordkjosbotn – 431                                                                                             | 5 685                         | 1 496,90 | Bokmål |      |
| Karlsøys kommunevåpen   | Karlsøy   | Hansnes      | Hansnes – 457 | 2 273                         | 1 091,59 | Båda   |      |
| Lyngens kommunevåpen    | Lyngen    | Lyngseidet   | Lyngseidet – 815 | 2 876                         | 812,56   | Båda   |      |
| Storfjords kommunevåpen | Storfjord | Hatteng      | Skibotn – 568 | 1 890                         | 1 542,83 | Båda   |      |
| Kåfjords kommunevåpen   | Kåfjord   | Olderdalen   | Olderdalen – 299 | 2 132                         | 991,18   | Bokmål |      |
| Skjervøys kommunevåpen  | Skjervøy  | Skjervøy     | Skjervøy – 2 341 | 2 912                         | 473,70   | Bokmål |      |
| Nordreisas kommunevåpen | Nordreisa | Storslett    | Storslett – 1 781 Sørkjosen – 856                                                                                                 | 4 919                         | 3 437,45 | Bokmål |      |
| Kvænangens kommunevåpen | Kvænangen | Burfjord     | Burfjord – 385 | 1 233                         | 2 109,47 | Båda   |      |